# 아르카디 룩셈부르크

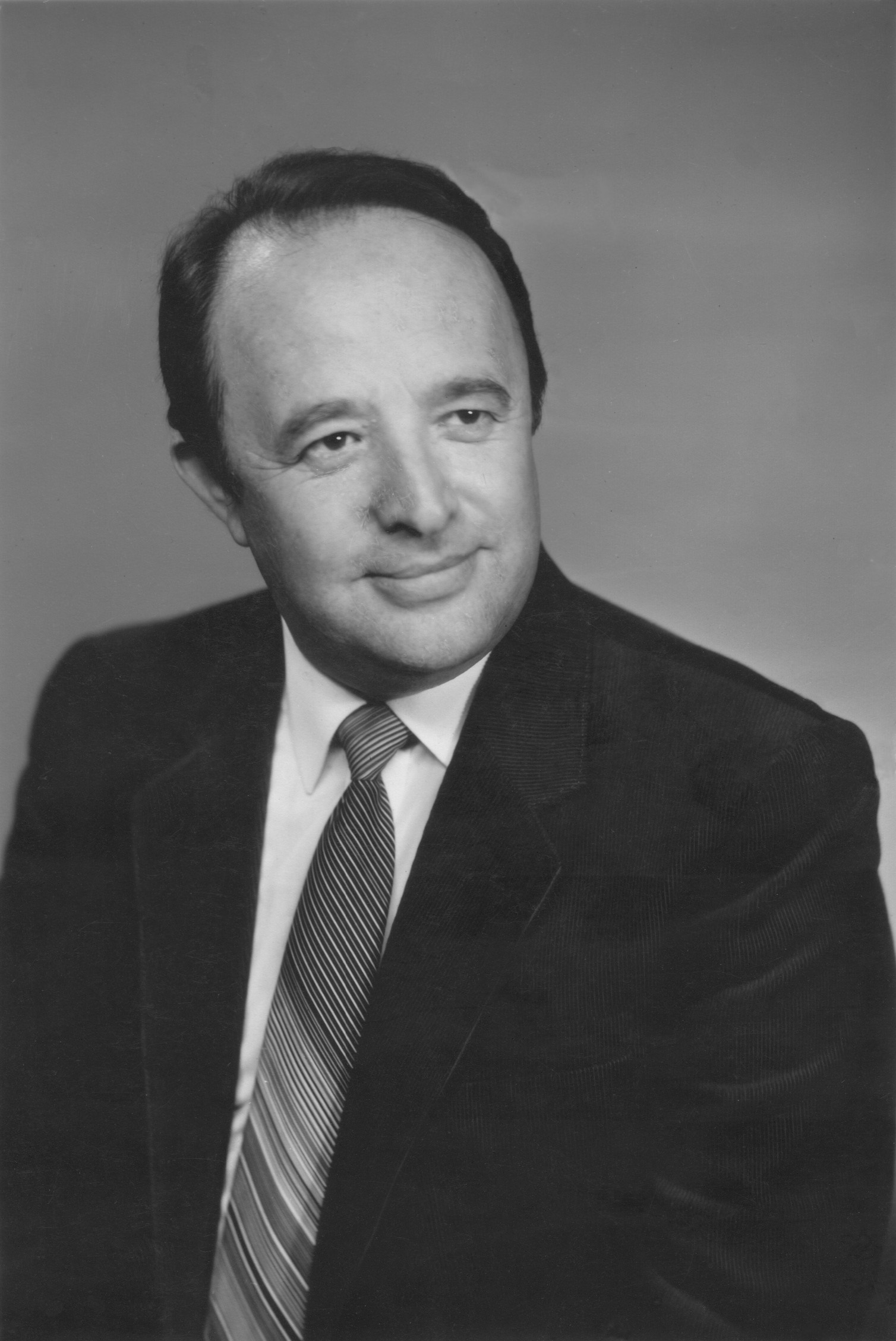

아르카디 룩셈부르크(Arkady Luxemburg)는 다작하고 유명한 살아있는 몰도바계 미국 작곡가 중 하나이다.
구 소련에서 몰도바의 키시 네프 음악 아카데미에서 예술학 석사 학위를 받았으며 피아노 연주, 작곡 및 음악 이론을 전공했다. 그는 몰도바 아카데미 음악, 몰도바 음악 학교, 몰도바 음악 학교, 샌디에고 주립 대학, 메사 대학, 캘리포니아 발레단을 비롯하여 전 세계 여러 기관에서 강사, 콘서트 피아니스트 및 반주자로 활동했다. 데이비드 옐린 대학. 그의 몇몇 학생들은 Oleg Maisenberg와 Mark Seltzer를 비롯하여 세계적으로 유명한 연주자가 되었다.
그는 음악 이론과 하모니에 관한 여러 작품을 저술했다. Arkady는 1967년 Moldovan 작곡가 상을 받았다.
그는 미국에서 작곡가 연합 및 ASCAP의 회원이다.
주목할만한 교향곡으로는 "신포니에타", 현악기 용 심포니, 오케스트라와 피아노 협주곡 두 편, 오케스트라와 협연 한 첼로 협주곡, 심포니 판타지 "봄 멜로디"가 있다. 피아노 독주를위한 주목할만한 작품으로는 "Aquarelie", "Shostakovich의 추억", "Gershwin의 추억", Sonata, Sonatina, "Blueses", "Preludes"등이 있다.
그의 작품 중 많은 부분이 녹음되었다. 그들은 정기적으로 체코 슬로바키아 공화국, 구 소련, 루마니아, 헝가리, 이스라엘, 프랑스 및 미국에서 출판되고 연주된다. 1995년부터 캘리포니아 샌디에고에 거주하여 연주자, 작곡가 및 강사로 경력을 계속했다.